# Festa do mastro
A festa do Mastro ou festa do levantamento do Mastro é uma cerimónia em que um grupo de pessoas levantam um tronco de árvore. É uma tradição ancestral, de origem pagã, originalmente celebrada em diversos países da Europa, simboliza a força e fertilidade masculina.

## Portugal

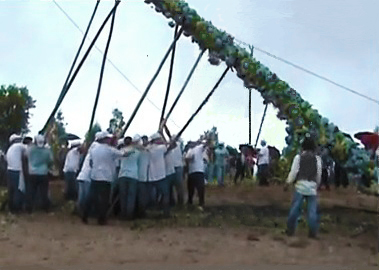
levantamento do mastro em Fonte Arcada

Em Fonte Arcada, Penafiel, esta tradição é celebrada no dia 25 de julho. A celebração começa com o abate de uma árvore pelos homens da aldeia. Seguidamente ela é transportada através da aldeia e levada até ao alto do monte de S. Domingos. 
No alto do monte, a árvore é decorada com flores e levantada, permanecendo aí hasteada e fincada no solo até quinze dias depois da festa de São Domingos que se realiza a 8 de agosto. O "levantamento do mastro" é uma tradição ancestral que simboliza a fertilidade masculina da aldeia. O "mastro" é escolhido sempre pela mesma pessoa.  A arvore é derrubada com um só machado, que passa de mão em mão. A dimensão do tronco ultrapassa frequentemente os 30 metros de comprimento. Depois  tira-se-lhe a maior parte da ramagem e apoia-se o tronco em cima de traves. A seguir é carregado às costas por 70 homens. Antes de chegar ao lugar mais alto do lugar, a árvore percorre toda a povoação para que seja tocada por todos os homens.
O ritual do levantamento do mastro representa fertilidade masculina, os homens da região acreditam que ao tocarem o tronco conservam vigorosas as faculdades sexuais. 
No alto do monte o mastro, antes de ser erguido, é enfeitado com hortênsias coloridas, apanhadas pelas mulheres (mordomas) e crianças da aldeia, e depois levantado ao ombro com o auxilio de cordas que são entrelaçadas no tronco e soltas com um simples puxão sem desmanchar o enfeite de flores. 
O ritual atrai centenas de pessoas de outras regiões, muitos homens se deslocam para acariciar o tronco de árvore.
O ritual realiza-se também nas localidades vizinhas de Parada, Cete, S. Lourenço e Paço de Sousa. Em Paço de Sousa, o mastro é pintado de azul e branco e fica de um ano para o outro.
Em Guimarães esta tradição é chamada de cortejo do Pinheiro, é celebrada no dia 29 de novembro, culmina com o enterro do pinheiro, e é parte integrante das Festas Nicolinas. O Pinheiro é um símbolo fálico tradicionalmente conduzido apenas pelos homens da cidade. Esta tradição terá sido integrada nas festas religiosas cristãs e depois levada para o Brasil pelos colonos.
Em Sines, Setúbal a tradição da festa do mastro é realizada como pagamento de uma promessa religiosa. Noutra época mandava fazer e custeava a mesma, alguém com posses para pagar a festa. Esta festa é caracterizada pelos biscoitos artesanais chamados de biscoitos do mastro e que são feitos no dia anterior à festa nas instalações do patrono e pendurados no mastro depois antes de ser erguido. Os biscoitos assumem sempre a forma de roscas mas ocasionalmente efetuam-se alguns biscoitos que representam a promessa, ou seja, figuras da pessoa(s) ou da situação que suscitou a promessa. A festa dura normalmente 2 ou 3 dias. No final do 1º dia os biscoitos são distribuídos em quantidades generosas e gratuitamente por todos os participantes da festa, normalmente no fim do primeiro dia de festa.

## Pirenópolis - Goiás - Brasil

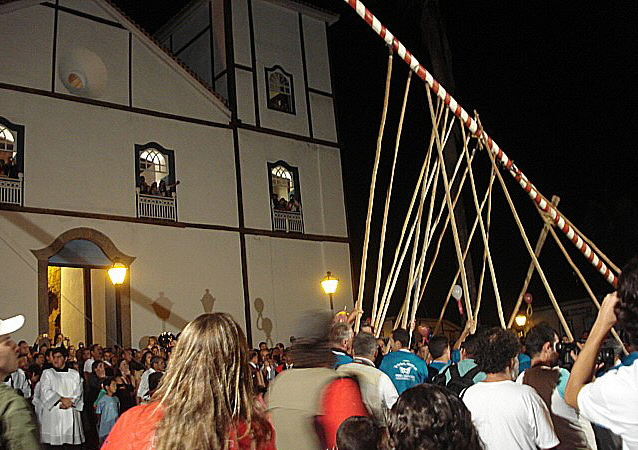
Levantamento do Mastro, em Pirenópolis, na 190º Festa do Divino em 2008

É tradicional na Festa do Divino de Pirenópolis em Pirenópolis, em que no Sábado antes do Domingo de Pentecostes após a 9º Novena do Divino (Último dia de Novena), (ou seja: 49 dias após a Páscoa), em que um grupo de 15 pessoa erguem o Mastro de 30 metros de comprimento na porta da Igreja Matriz de Nossa Senhora do Rosário, acompanhados pela Banda Phoenix, Irmandade do Santíssimo Sacramento, diversas autoridades políticas e religiosas e populares. Permanece hasteada até o dia de Corpus Christi, dez dias após Pentecostes.

## Capela - Sergipe - Brasil
A festa marca o dia de São Pedro na cidade de Capela, na região nordeste do Estado de Sergipe. O festejo ocorre em várias etapas durante os meses de maio e junho: 31 de maio (A Sarandaia); 28 de junho (saída da Baiana ou "Nega Baiana"); dia de Corpus Christi (escolha do mastro); 29 de junho (festa da lama, São Pedro).
- A “Sarandaia”: O termo Sarandaia ou Sarandagem, significa vadiagem, vagabundagem, brincadeira; às 22 horas do dia 31 de maio, um grupo folclórico sai às ruas ao som da zabumba e pífanos, acompanhado por bacamarteiros (que dão tiros de festim de bacamartes), em busca de prêmios (geralmente bebidas) nas residências da cidade, para pendurarem nos galhos do mastro no dia de São Pedro.

- A saída da Baiana: no dia 28 de junho às 15 horas, um homem se veste de Baiana com um grande cesto na cabeça, sai da Prefeitura acompanhado por zabumbeiros e pífanos, pelas casas comerciais da cidade, pedindo presentes para o mastro; o cortejo é sempre acompanhado por diversas pessoas e dá-se de maneira rápida, encerrando-se na prefeitura por volta das 18 horas.

- Dia de Corpus Christi:  na mata do Junco Novo, no povoado Lagoa Seca, uma árvore é previamente marcada e seus galhos mais baixos retirados.

- São Pedro e a festa na lama: às 7h30 de 29 de junho uma multidão sai da Prefeitura Municipal, rumo à mata para ali cortar a árvore; durante o trajeto até a mata (uma distância que pode variar entre 3 e 4 quilômetros) os foliões dançam ao ritmo do carro de som. Ao chegar à mata, é feita uma saudação pelos bacamarteiros ao redor da árvore escolhida. A árvore do mastro é derrubada a machadadas e novas mudas são plantadas no local. Os participantes rumam em cortejo em direção a praça de São Pedro (Praça Anderson de Melo) onde serão amarrados nos galhos do mastro os brindes recolhidos durante a “Sarandaia” e a “Baiana”. O cortejo vem sob o ritmo dos zabumbeiros, dançando e bebendo, como vêm completamente molhados e sujos, atiram lama uns nos outros. Na praça, o Mastro recebe nova saudação do batalhão de bacamarteiros, e é fincado num buraco e erguido por cordas pelos participantes. À noite fazem uma fogueira ao redor do mastro, quando o mesmo tomba são jogados busca-pés nos que se arriscam a apanhar os prêmios, e mesmo assim nada sobra. Dança e música continuam até o amanhecer do dia.[3] [4]

## ver também
- Cambeiro
- Pau-de-fitas
- Maias (folclore)